# BIG乳Sです!
『BIG乳Sです!』（ビッグニュースです!）は、七瀬あゆむによる日本の漫画作品。巻末に特別読切のディア・マイ・カズィンを収録。

## 登場人物
真行寺繭
主人公の新人アナウンサー。23歳。身長162cm、体重46kg、B102(Iカップ)、W58、H86、蟹座。
冴木光
繭の先輩アナウンサー。27歳。
永尾
プロデューサー。視聴率請負人と呼ばれている。42歳。
田村
ディレクター。35歳。
安野大介
アシスタントディレクター。24歳。
小暮エリカ
繭の後輩アナウンサー。22歳。

## 単行本
- 七瀬あゆむ『BIG乳Sです!』〈ジャンプ・コミックス・デラックス〉全1巻
  1. 2005年4月9日発行、ISBN 4-08-859498-3